# Biometrika
Biometrika es una revista científica en lengua inglesa, dedicada a la estadística.
Basada en la revisión por pares, Biometrika fue fundada en 1901 por Francis Galton, Karl Pearson, y Walter Weldon para promover el estudio de la bioestadística. Según Pearson, en un tributo al recién fallecido Francis Edgeworth, fue este quien insistió en que el título llevara la "k", del griego antiguo, en vez de una "c".
Publicado originalmente por el Cambridge University Press, el primer número salió en octubre de 1901 con una foto de una estatua de Charles Darwin y un pie de foto que rezaba "Ignoramus, in hoc signo laboremus".
Lo publica actualmente Oxford University Press en nombre de la Biometrika Trust.